# Blanchetia
Blanchetia é um género botânico pertencente à família Asteraceae.